# Matthews Arena
Die Matthews Arena (ehemals: Boston Arena) ist eine Eissporthalle in der US-amerikanischen Boston im Bundesstaat Massachusetts. Es ist die älteste, noch in Betrieb befindliche, Eissportarena der Welt.

## Geschichte

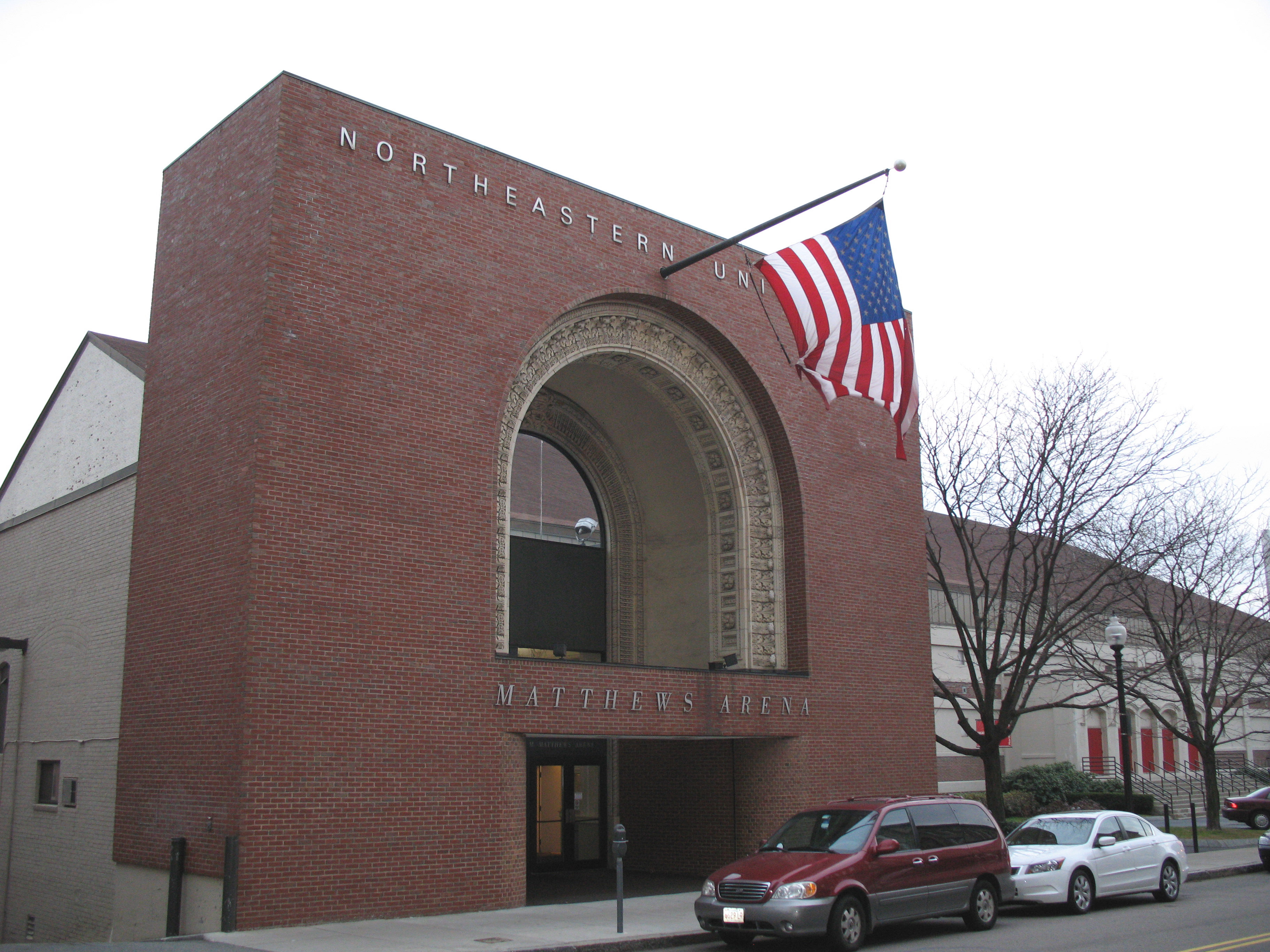
Fassade der Matthews Arena

Das Eisstadion wurde am 16. April 1910 als Boston Arena eröffnet und befindet sich heute am östlichen Ende der Northeastern University, welche heute auch Besitzerin des Stadions ist. Die Arena war die erste Heimspielstätte der Eishockeyteams Boston Bruins und New England Whalers sowie der Boston Celtics aus der National Basketball Association.
Bis 1982 behielt die Sportstätte den Namen Boston Arena, ehe das auch als Northeastern Arena bekannte Stadion den heutigen, dem Universitätsangehörigen George J. Matthews gewidmeten Namen Matthews Arena erhielt. Diese Ehrung wurde Matthews zuteil, da dieser maßgeblich an der Finanzierung der Hallensanierung 1982 beteiligt war.
Neben den Basketball- und Eishockeyspielen fanden auch andere Veranstaltungen wie professionelles Wrestling (z. B. Debüt von Lillian Ellison), Boxen (Joe Lewis, Jack Dempsey und Gene Tunney) oder Konzerte, wie z. B. von The Doors, Chuck Berry oder Jerry Lee Lewis in der Boston Arena statt.
Das America East Conference Basketballturnier wurde siebenmal im Stadion ausgetragen sowie das NCAA Frozen Four Finale 1960.
Gegenwärtig wird das Stadion von der Damen- und Herren-Eishockeymannschaft der Northeastern Universität, deren Herren-Basketballteam sowie von der Eishockeymannschaft der Wentworth Institute of Technology genutzt. Verschiedenen High-School-Eishockeyteams steht die Arena ebenso zur Verfügung wie diversen Veranstaltungen der Northeastern Universität, wie z. B. dem jährlichen Frühlingsfest-Konzert und Abschlussfeiern der Lehranstalt. Im Sommer 2009 wurde die Matthews Arena umfangreichen, etwa 12 Millionen US-Dollar teuren Renovierungsarbeiten unterzogen.